# 陳萬鼐
陳萬鼐，（1927年10月5日—2018年3月7日）台灣學者，歷經臺灣第一屆圖書館學同一年普考及高考雙榜第一名，服務於中央圖書館（國家圖書館），轉任到國立故宮博物院擔任研究員，並兼任國立師範大學音樂研究所教授三十年，著作有24種書，期刊164篇。初期研究戲曲，轉向史學、科技史、考古文物，學識淵博為人親切，2009年已退休在家，暫停學術寫作。

## 經歷
- 國立故宮博物院研究員
- 國立臺灣師範大學音樂研究所教授
- 私立中國文化大學史學研究所、藝術研究所教授
- 私立東吳大學音樂研究所教授

## 專書著作
- 2009《元代戲班優伶生活景況──以元佚名《藍采和》雜劇為例》
- 2002《陳萬鼐科技史論著選輯》
- 2000《中國古代音樂研究》
- 1992《朱載堉研究》
- 1988《中華五千年文物集刊》1985、1984
- 1987《元明清戲曲史》增訂三版(1987)、1974增訂二版、1966初版
- 1980《清孔東塘先生尚任年譜》1973
- 1978《中國古劇樂曲之研究》1974
- 1978《孔尚任》1971
- 1978《清史樂志之研究》
- 1978《全明雜劇》
- 1976《洪稗畦先生年譜》
- 1973《凌廷堪年譜》
- 1972《明雜劇一百五十四種敍錄》
- 1970《洪昇》
- 1960《明惠帝出亡考證 》

## 得獎
- 陳萬鼐：《元明清劇曲史》(臺北：文史哲出版社)初版，1966年)。440面  本書獲中山學術獎助
- 陳萬鼐：《元明清劇曲史》(增訂本)(臺北：文史哲出版社，1974年)。(732面)

## 書評
1.2010年，http://blog.sina.com.tw/liukeyangdrama/ （页面存档备份，存于）